# لير أب (بابويي)
لیر أب (بالفارسية: لیرآب) هي قرية تقع في إيران في قسم بابويي الريفي. يقدر عدد سكانها بـ 200 نسمة بحسب إحصاء 2016.